# Domingos José da Costa Barbosa
Domingos José da Costa Barbosa (Enseada de Brito, 15 de agosto de 1819 — Rio de Janeiro, 1895) foi um político brasileiro.

## Vida
Filho de Tomaz José da Costa e Maria Joaquina de Jesus. 1º casamento com sua prima Francisca Emilia da Costa, com quem tivera dez filhos: cinco meninos e cinco meninas, sendo que cinco deles morreram crianças, inclusive um casal de gêmeos. Após enviuvar casou-se pela segunda vez com Etelvina Von End de Souza a cinco de setembro de 1885, ele com sessenta e três anos e ela com vinte. (dados do livro Das Memorias de Solange, escrito por Maria do Carmo Rodrigues Hickel)

## Carreira
Filiado ao Partido Conservador, foi deputado à Assembléia Legislativa Provincial de Santa Catarina na 26ª legislatura (1886 — 1887).
Foi reformado como major da Guarda Nacional, em 29 de maio de 1854.